# Арслано-Амекачево
Арслано-Амекачево (баш. Арыслан-Әмәкәс) — деревня в Куюргазинском районе Башкортостана, входит в состав Кривле-Илюшкинского сельсовета.

## Географическое положение
Расстояние до:
- районного центра (Ермолаево): 28 км,
- центра сельсовета (Кривле-Илюшкино): 6 км,
- ближайшей ж/д станции (Ермолаево): 28 км.

## Население
| 2002 | 2009 | 2010 |
| ---- | ---- | ---- |
| 151  | ↗177 | ↘159 |

### Национальный состав
Согласно переписи 2002 года, преобладающая национальность — башкиры (98 %).